# Albert Atterberg
Albert Mauritz Atterberg (Stoccolma, 19 marzo 1846 – Stoccolma, 4 aprile 1916) è stato un chimico e scienziato svedese che ha creato la scala di Atterberg per la granulometria dei suoli, utilizzata da geoingegneri e geologi.

## Biografia
Figlio di un costruttore, Atterberg conseguì il dottorato in chimica presso l'Università di Uppsala nel 1872, dove rimase come docente di chimica analitica fino al 1877; durante questo periodo viaggiò in tutta la Svezia e all'estero per studiare gli ultimi sviluppi nella chimica organica. In seguito fu direttore della stazione chimica e dell'istituto per il controllo delle sementi di Kalmar, pubblicando tra il 1891 e il 1900 numerosi articoli di ricerca agricola riguardanti la classificazione delle varietà di avena e mais.
A 54 anni Atterberg, pur continuando il suo lavoro sulla chimica, cominciò a concentrare i suoi sforzi sulla classificazione e sulla plasticità dei suoli. Atterberg è apparentemente il primo a suggerire il limite <0,002 mm come classificazione delle particelle di argilla. Scoprì che la plasticità è una caratteristica particolare dell'argilla e, in seguito alle sue ricerche, arrivò ai limiti di consistenza che oggi portano il suo nome. Condusse anche studi per identificare i minerali specifici che conferiscono al terreno argilloso la sua natura plastica.
Il lavoro di Atterberg sulla classificazione del suolo fu ufficialmente riconosciuto dall'International Society of Soil Scientists in una conferenza a Berlino nel 1913. Due anni dopo, un rapporto dell'U.S. Bureau of Standards dichiarò che il metodo di Atterberg era "il più semplice che si possa immaginare e ...è bene che ne prendiamo familiarità". L'Ufficio statunitense per la chimica e i suoli lo adottò nel 1937.
L'importanza del lavoro di Atterberg non è mai stata pienamente compresa nel suo campo di studi, l'agricoltura, né in altri campi che riguardano l'argilla, come la ceramica. La sua introduzione nel campo dell'ingegneria geotecnica si deve a Karl von Terzaghi, che ne comprese l'importanza in una fase relativamente precoce della sua ricerca. L'assistente di Terzaghi, Arthur Casagrande, standardizzò i test nel suo articolo del 1932 e da allora le procedure sono state seguite in tutto il mondo.
È lo zio del compositore Kurt Atterberg.